# William Lawrence Bragg
William Lawrence Bragg, Lawrence Bragg (ur. 31 marca 1890 w Adelaide, Australia, zm. 1 lipca 1971 w Ipswich, Wielka Brytania) – australijski fizyk, laureat Nagrody Nobla, którą otrzymał wraz z ojcem, Williamem Henrym Braggiem, za zasługi w badaniu struktury krystalicznej za pomocą promieniowania rentgenowskiego.

## Życiorys
Już od dziecka interesował się nauką i fizyką; ojciec, William Henry, był wykładowcą matematyki i fizyki na Uniwersytecie w Adelajdzie. W wieku pięciu lat Lawrence spadł z roweru łamiąc sobie przy tym rękę; jego ojciec, który nieco wcześniej czytał o eksperymentach Wilhelma Röntgena z promieniowaniem X, postanowił użyć ich do zbadania złamanej ręki syna – po raz pierwszy w Australii wykorzystano wtedy promieniowanie rentgenowskie do celów medycznych.
W. Lawrence Bragg zaczął uczęszczać na uniwersytet w wieku 15 lat i ukończył go w 1908 mając zaledwie 18 lat. W tym samym roku przeniósł się do Anglii, kiedy jego ojciec został wykładowcą na Uniwersytecie w Leeds. William dostał się na Uniwersytet Cambridge jesienią 1909 i zakończył studia w 1911.
Od 1912 prowadził badania nad dyfrakcją promieni rentgenowskich w kryształach; na podstawie tych eksperymentów jego ojciec zbudował spektrometr rentgenowski, pozwalający na badania właściwości kryształów. W 1915 wraz ze swoim ojcem otrzymał nagrodę Nobla w dziedzinie fizyki. Miał wówczas 25 lat; jest dotychczas (2017) najmłodszym laureatem Nagrody Nobla z dziedziny fizyki w historii.
W następnych latach był profesorem w Victoria University of Manchester (1919–1937, Langworthy Professor of Physics) i w University of Cambridge (UC) (1938–1953, Cavendish Professor of Physics); w latach 1938–1953 kierował w UC Laboratorium Cavendisha (jako administrator).

## Publikacje
Jest m.in. autorem książek:
- 1915: X Rays and Crystal Structure (z Williamem Braggiem),
- 1930: The Structure of Silicates,
- 1934: The Crystalline State,
- 1936: Electricity,
- 1937: Atomic Structure of Minerals.

## Nagrody i wyróżnienia
Został członkiem Royal Society w roku 1921. Poza Nagrodą Nobla otrzymał:

- 1915: Matteucci Medal (z Williamem Braggiem),
- 1918: Military Cross,
- 1918: Order Imperium Brytyjskiego (OBE)
- 1931: Hughes Medal,
- 1946: Royal Medal,
- 1941: Order Imperium Brytyjskiego (KBE),
- 1948: Roebling Medal,
- 1966: Copley Medal,
- 1967: Order of the Companions of Honour.